# Йоанна Волош
Йоанна Волош (пол. Joanna Wołosz; нар. 7 квітня 1990, Ельблонг) — польська волейболістка, яка грає на позиції пасувальниці (зв'язуючої) у збірній Польщі та італійському клубі «Імоко Воллей» (Конельяно).

## Життєпис
Народжена 7 квітня 1990 року в м. Ельблонгу. Є молодшою сестрою волейболіста Мацея Волоша (нар. 1982).
Грала у клубах «Енерґа Ґеданія» (Гданськ, U18, Energa Gedania Gdańsk, 2006/07 — 2006/07), «Ґеданія» (Gedania Gdańsk, U20 (2006/07 — 2008/09), «Імпель Ґвардія» (Impel Gwardia, Вроцлав, 2009/10 — 2010/11), БКС Алюпроф (Більсько-Біла, 2011/12 — 2012/13), Unendo Yamamay Busto Arsizio (2013/14 — 2014/15), «Хемік» (Полиці, 2015/16 — 2016/17). Із сезону 2017/2018 грає в італійському клубі «Імоко Воллей» (Конельяно, Prosecco Doc Imoco Volley Conegliano).
З останнім своїм клубом, капітанкою якого є, здолавши «Дельту Деспар Трентіно», встановила новий рекорд із кількості поспіль перемог у всіх змаганнях, здобувши 74-ту та перевершивши досягнення турецького «Вакифбанку».

## Досягнення
У клубах
Ліга чемпіонів ЄКВ
- Перше місце (2): 2021, 2024

Клубний чемпіонат світу
- Перше місце (2): 2019, 2022, 2024

Чемпіонат Польщі
- Перше місце (2): 2016, 2017

Кубок Польщі
- Перше місце (2): 2016, 2017

Суперкубок Польщі
- Перше місце (1): 2015

Чемпіонат Італії
- Перше місце (7): 2018, 2019, 2021, 2022, 2023, 2024, 2025

Кубок Італії
- Перше місце (6): 2020, 2021, 2022, 2023, 2024, 2025

Суперкубок Італії
- Перше місце (7): 2018, 2019, 2020, 2021, 2022, 2023, 2024

Індивідуальні
- Найкраща пасувальниця Клубної першості світу 2021.